# Canemars
Canemars és un mas al terme municipal de Borredà (Berguedà) catalogat a l'Inventari del Patrimoni Arquitectònic de Catalunya. La masia de Canemars és documentada des del s. XVII però la masia és una construcció de començaments del s. XVIII. Situada prop del torrent del Pontarró dedicà bona part de les seves terres al conreu del cànem. Prop de la masia i de la riera hi ha restes del molí fariner del mateix nom, constituït al s. XVIII i que deixà de funcionar a finals del s. XIX.
Masia orientada a migdia d'estructura clàssica coberta a dues aigües amb teula àrab. La façana presenta una doble balconada de fusta sostinguda per un pilar que ocupa les dues crugies, de les tres que té la masia, aixoplugada pel gran ràfec de la teulada. A la planta baixa hi ha tres arcs de mig punt adovellats. La façana és arrebossada, a excepció de les cantonades, llindes, dovelles i altres llocs destacats fets de pedra que s'han deixat a la vista. Al costat de la masia hi trobem la pallissa, un exemplar característic de la zona, de grans dimensions.

## Història
1. 1 2  «Mas Canemars». Inventari del Patrimoni Arquitectònic de Catalunya.   Direcció General del Patrimoni Cultural de la Generalitat de Catalunya. [Consulta: 28 setembre 2015].